# Eleonóra bolgár cárné
Eleonóra bolgár cárné, született Eleonóra reuss–köstritzi hercegnő (németül: Prinzessin Eleonore Reuß zu Köstritz / von Reuss–Köstritz, bolgárul: Елеонора, царица на българите, teljes nevén Eleonore Caroline Gasparine Louise; Trebschen, 1860. augusztus 22. – Várna, 1917. szeptember 12.) reuss–köstritzi hercegnő, házassága révén Bulgária fejedelemasszonya, később  cárnéja és királynéja.

## Élete
Eleonóra hercegnő 1860 augusztusában látott napvilágot IV. Henrik reuss–köstritzi herceg (1821–1894) és Lujza Karolina reuss–greizi hercegnő (1822–1875) első leányaként, egyben második gyermekeként. Művelt, jó megjelenésű leánnyá serdült, aki azonban igen sokáig pártában maradt.
A hercegnő a házasságát egyik unokatestvérének, Marija Pavlovna orosz nagyhercegnének köszönhette. A nagyhercegné közeli kapcsolatot ápolt I. Ferdinánd bolgár fejedelemmel és szász–coburg–gotha–koháry herceggel. A homoszexuális bolgár uralkodó boldogtalan házasságban élt Mária Lujza Bourbon–pármai hercegnővel. Mikor Mária Lujza belehalt negyedik gyermeke szülésébe, az uralkodó új feleséget kezdett keresni a célból, hogy legyen valaki, aki betölti az uralkodó feleségére háruló kötelességeket és feladatokat. Marija Pavlovna nagyhercegné az akkor negyvenhét éves Eleonóra hercegnőt ajánlotta a fejedelemnek. A hercegnő levélben mondott igent I. Ferdinánd leánykérésére; a római katolikus esküvői szertartást 1908. február 28-án tartották Coburg városában, amelyet egy protestáns ceremónia követett március 1-jén az ausztriai Osterstein-kastélyban. Alig fél évvel egybekelésük után Eleonóra fejedelemné Bulgária cárnéjává emelkedett, mikor az állam 1908. október 5-én függetlenedett az Oszmán Birodalomtól.
A házasságból a feleség kora és a férj szexuális beállítottsága miatt nem született gyermek. Férje első feleségétől származó gyermekei nevelésének minden feladata Eleonóra cárnéra hárult; a reussi hercegnő hamar bensőséges viszonyt alakított ki velük. I. Ferdinánd lehetőséget adott hitvesének arra, hogy teljesen elkülönülve éljenek az uralkodói palota két külön lakosztályában. A cár ugyanúgy idegenkedett második nejétől, akárcsak az elsőtől; azonban Eleonóra cárné kellemesen érezte magát új hazájában. Népe is hamar megkedvelte őt, köszönhetően a cárné jószolgálati tevékenységeinek. A királyné támogatta az oktatás fejlesztését és a fogyatékos gyermekeket, segítette az egyházat – noha ő maga nem keresztelkedett át az ortodox hitre –; emellett egy saját ezreddel is rendelkezett. 1912-ben megmentette a lerombolásra szánt Bojana-templomot, és saját vagyonából járult hozzá az épület felújításához. Anyósa, Orléans-i Klementina francia királyi hercegnő segítségével a cárné létrehozta a Bolgár Vöröskeresztet, melyben egyébként a cárné személyesen is szolgált ápolónőként.

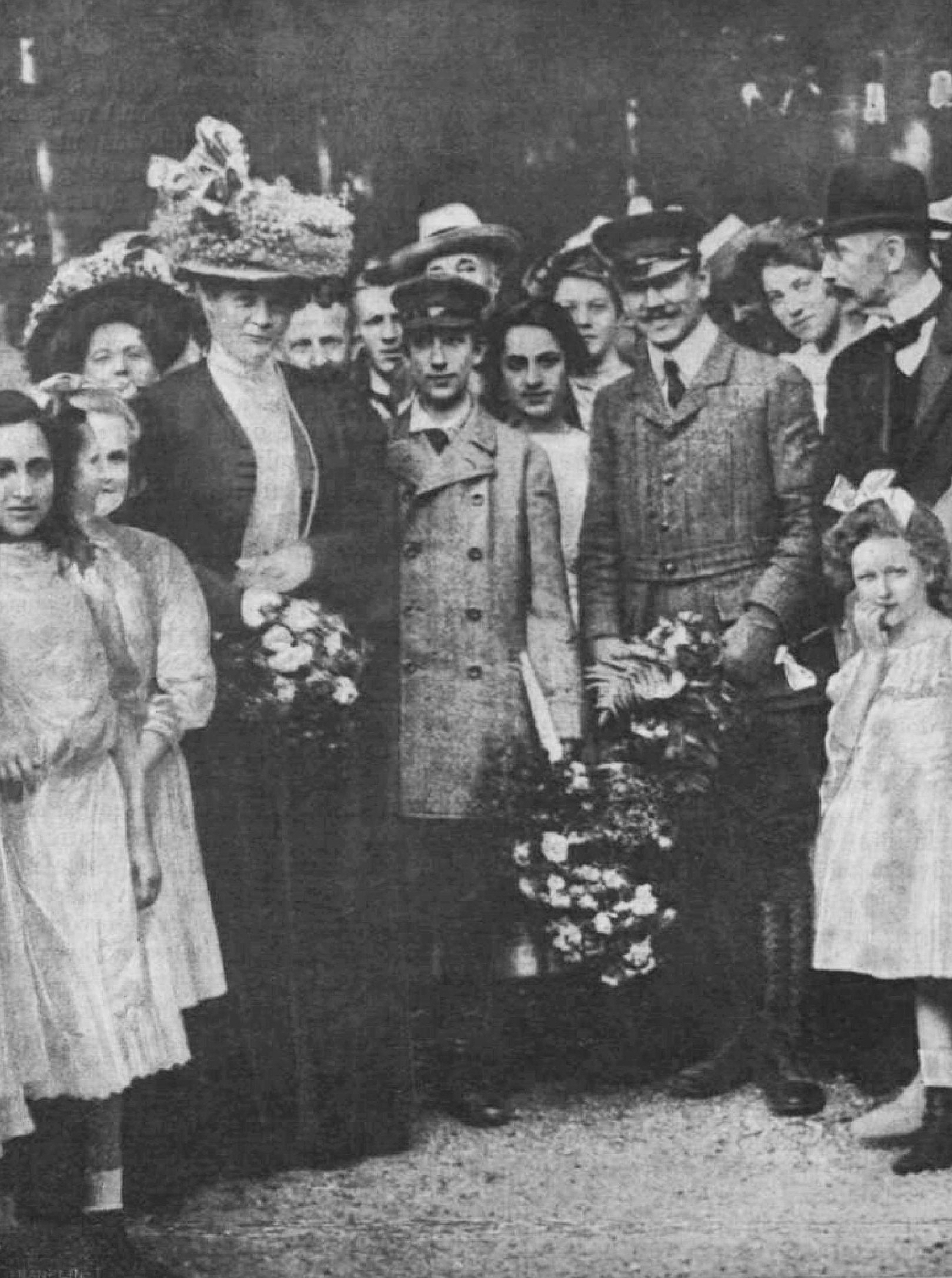
Eleonóra és Borisz herceg, Vihnyén

Az ország első világháborúba való belépése után Eleonóra királyné a sebesült katonák gyógyításának szentelte magát. 1917-ben a cárné súlyosan megbetegedett, és 1917. szeptember 12-én a Várnán található Evkszinograd cári kastélyban meghalt. Utolsó kívánságának megfelelően az általa megmentett Bojana-templomban temették el. Sírját a kommunizmus évei alatt súlyosan megrongálták és eltüntetésével kísérleteztek, a rendszerváltás után azonban visszaállították eredeti állapotába.